# Ángel Enrique Brandazza
Ángel Enrique «Tacuarita» Brandazza (Blaquier, provincia de Buenos Aires, 22 de mayo de 1949 - Rosario, 28 de noviembre de 1972) fue un militante social argentino cuya desaparición y asesinato es el caso más antiguo recogido por la Conadep (Comisión Nacional sobre la Desaparición de Personas).

## Vida
Tacuarita pasó sus primeros años de juventud en Venado Tuerto, al sur de la provincia de Santa Fe, donde integró un grupo católico en su parroquia. Al terminar de cursar la escuela secundaria en el tradicional Colegio Sagrado Corazón se trasladó a Rosario para estudiar Ciencias Económicas, donde comenzó a militar en la Unión de Estudiantes del Litoral, una agrupación universitaria peronista, que integraba la Unión Nacional de Estudiantes. Tacuarita era reconocido entre sus pares de militancia, por su fuerte trabajo solidario en los barrios marginales de Rosario. También fue militante del Peronismo de Base.

## Secuestro
Tacuarita fue secuestrado por un comando del SAR mientras esperaba el colectivo en la esquina rosarina de Saavedra y San Nicolás, salía de atender un cliente del estudio contable: la fundición Monterrey S.R.L y se dirigía al departamento de pasillo que compartía con su hermano Rubén Brandazza y con Abel Boullosa (estudiante de medicina) en Pueyrredón 1213.
Luego fue llevado, según testimonios, a un campo de la localidad de Casilda donde fue torturado. De regreso a Rosario logró abrir el baúl del Chevrolet 400 celeste en el cual lo trasladaban y cuando el auto se detuvo en el semáforo de Av. Oroño y Córdoba escapó gritando su nombre, siendo atrapado rápidamente por quienes viajaban en un Falcón detrás del anterior.
Este episodio fue presenciado por el playero de la estación de servicio Shell y por empleados de Gas del Estado y relatado en un pequeño recuadro el diario La Capital del día posterior con el título: "episodio poco claro" y cerraba diciendo: "en esferas policiales, tanto provincial como federal se manifestó desconocer el episodio"
Una hora más tarde, cinco funcionarios militares y policiales, sin orden judicial allanaron el domicilio en el cual vivía Tacuarita, deteniendo a su hermano Rubén y a su novia María Cristina Medina, a su amigo Abel Boullosa y a su madre Lorenza de Brandazza, que se hallaba de visita en el lugar. En dicho allanamiento se apropiaron de una suma de dinero que se hallaba dentro de una Biblia y de otras pertenencias, además, de supuestas evidencias subversivas.
Según el médico Miguel Ángel Hadad, Brandazza falleció allí a raíz de las torturas el 29 de noviembre de 1972, al día siguiente de su secuestro. Dos policías rosarinos señalaron como el responsable de las torturas hasta la muerte de Brandazza, a Luis Alberto Sarmiento (coronel de Inteligencia del Ejército).

## Las investigaciones
El 25 de mayo de 1973 asumió, como presidente de la Nación, Héctor Cámpora, y como gobernador de Santa Fe, Carlos Sylvestre Begnis. Como el caso había trascendido, se decidió conformar la Comisión Bicameral Investigadora de Apremios Ilegales y Tortura de la Provincia de Santa Fe, integrada por diputados y senadores, que descubrió cómo lo secuestraron y quiénes eran los involucrados.
A pedido del Ejército, el presidente Juan Domingo Perón dispuso que el caso fuera juzgado por un instructor militar y designó para ello al general retirado Carlos Alberto Caro. A partir de la ruptura de Perón con Montoneros y la generalización de los secuestros, las torturas y los asesinatos, el expediente quedó en el olvido.
Diversos indicios llevan a pensar que a Brandazza lo secuestraron por el asesinato del general Juan Carlos Sánchez, ya que creían que era Julio Roque (dirigente del ERP, Ejército Revolucionario del Pueblo). Esto tendría que ver con que el 24 de noviembre de 1972 el ERP tomó la fundición Monterrey con fines propagandísticos; esa fábrica era cliente del estudio contable donde trabajaba Tacuarita, y de donde salía el día de su secuestro. Otros indicios dudan de que fuera una confusión porque Tacuarita habría sido objeto de seguimientos previos.
Sobre este caso, el cineasta Gustavo Postiglione, escribió y dirigió El paradigma Brandazza, documental combinado con ficción, elaborado sobre la base de una investigación periodística de Mauro Camillato.